# Chapada (Rio Grande do Sul)
Chapada is een gemeente in de Braziliaanse deelstaat Rio Grande do Sul. De gemeente telt 9.673 inwoners (schatting 2009).